# تینا دیکو
تینا دیکو (انگلیسی: Tina Dico؛ زادهٔ ۱۴ اکتبر ۱۹۷۷) موسیقی‌دان اهل دانمارک است.